# Triakis semifasciata
Lo squalo leopardo (Triakis semifasciata Girard, 1855) è una specie di palombo della famiglia dei Triakidi. È diffuso lungo la costa pacifica del Nordamerica, dallo stato USA dell'Oregon fino a Mazatlán in Messico. Lungo in media 120–150 cm, questo squalo dal corpo slanciato è immediatamente riconoscibile per il caratteristico motivo a disegni neri simili a selle e grandi macchie sul dorso, a cui deve il nome comune. È uno spettacolo frequente nelle baie e negli estuari vedere gruppi numerosi di questi animali che nuotano sui fondali sabbiosi o fangosi o nelle aree disseminate di rocce vicino alle foreste di kelp e alle scogliere. Sono più comuni vicino alla costa, in acque profonde meno di 4 m.
Gli squali leopardo sono predatori attivi che spesso si spostano in gruppo seguendo la marea sulle distese fangose intertidali alla ricerca di cibo, principalmente vongole, echiuridi, granchi, gamberetti, pesci ossei e uova di pesce. La maggior parte degli esemplari tende a rimanere all'interno di una determinata area piuttosto che intraprendere lunghi spostamenti altrove, il che ha portato a divergenze genetiche tra le popolazioni che vivono in regioni diverse. Questa specie è un viviparo aplacentato: i piccoli si schiudono all'interno dell'utero e vengono nutriti dal tuorlo. Da marzo a giugno la femmina partorisce fino a 37 piccoli dopo un periodo di gestazione di 10-12 mesi. Ha un tasso di crescita relativamente lento e impiega molti anni per raggiungere la maturità sessuale.
Innocuo per l'uomo, lo squalo leopardo viene catturato sia da pescatori commerciali che sportivi per la carne e per il commercio di specie da acquario. Viene pescato principalmente nelle acque al largo della California, dove, dopo un periodo di declino della popolazione negli anni '80, le nuove normative sulla pesca all'inizio degli anni '90 hanno ridotto il prelievo a livelli sostenibili. L'Unione internazionale per la conservazione della natura lo valuta come «specie a rischio minimo» (Least Concern), pur rilevando che alcuni stock rischiano di essere sovrasfruttati a causa della crescita lenta e delle limitate abitudini migratorie.

## Tassonomia
Il primo nome scientifico assegnato allo squalo leopardo fu Triakis californica, introdotto nel 1851 dallo zoologo britannico John Edward Gray in List of the specimens of fish in the collection of the British Museum. Tuttavia, Gray non fornì al nome una descrizione adeguata, pertanto tale denominazione è oggi considerata un nomen nudum. In una conferenza del dicembre 1854, l'ittiologo americano William Orville Ayres descrisse la specie come Mustelus felis, dandone una descrizione dettagliata. Il testo della conferenza venne stampato prima sul quotidiano di San Francisco The Pacific e poi sulla rivista Proceedings of the California Academy of Natural Sciences. Nell'aprile 1855, il biologo francese Charles Frédéric Girard pubblicò un'altra descrizione di questa specie, chiamandola Triakis semifasciata.
Nonostante M. felis sia il sinonimo senior, un errore nella registrazione della data di pubblicazione fece sì che T. semifasciata prendesse campo come nome scientifico. A seguito di questo errore duraturo, Triakis semifasciata venne riconosciuto come nome valido (nomen protectum) e Mustelis felis venne reso invalido (nomen oblitum). L'appellativo specifico semifasciata deriva dalle parole latine semi («metà») e fasciatus («fasciato»), che descrivono il disegno a macchie simili a una sella della regione dorsale.
|  | Hemitriakis |
|  |             |
|  | Furgaleus   |
|  |             |

|  | Triakis semifasciata                                       |
|  |                                                            |
|  | \| \| Galeorhinus \| \| \| \| \| \| Hypogaleus \| \| \| \| |
|  |                                                            |
|  | Galeorhinus                                                |
|  |                                                            |
|  | Hypogaleus                                                 |
|  |                                                            |

|  | Galeorhinus |
|  |             |
|  | Hypogaleus  |
|  |             |

|  | Hemitriakis |
|  |             |
|  | Furgaleus   |
|  |             |

|  | Triakis semifasciata                                       |
|  |                                                            |
|  | \| \| Galeorhinus \| \| \| \| \| \| Hypogaleus \| \| \| \| |
|  |                                                            |
|  | Galeorhinus                                                |
|  |                                                            |
|  | Hypogaleus                                                 |
|  |                                                            |

|  | Galeorhinus |
|  |             |
|  | Hypogaleus  |
|  |             |

|  | Hemitriakis |
|  |             |
|  | Furgaleus   |
|  |             |

|  | Triakis semifasciata                                       |
|  |                                                            |
|  | \| \| Galeorhinus \| \| \| \| \| \| Hypogaleus \| \| \| \| |
|  |                                                            |
|  | Galeorhinus                                                |
|  |                                                            |
|  | Hypogaleus                                                 |
|  |                                                            |

|  | Galeorhinus |
|  |             |
|  | Hypogaleus  |
|  |             |

|  | Hemitriakis |
|  |             |
|  | Furgaleus   |
|  |             |

|  | Triakis semifasciata                                       |
|  |                                                            |
|  | \| \| Galeorhinus \| \| \| \| \| \| Hypogaleus \| \| \| \| |
|  |                                                            |
|  | Galeorhinus                                                |
|  |                                                            |
|  | Hypogaleus                                                 |
|  |                                                            |

|  | Galeorhinus |
|  |             |
|  | Hypogaleus  |
|  |             |

|  | Hemitriakis |
|  |             |
|  | Furgaleus   |
|  |             |

|  | Triakis semifasciata                                       |
|  |                                                            |
|  | \| \| Galeorhinus \| \| \| \| \| \| Hypogaleus \| \| \| \| |
|  |                                                            |
|  | Galeorhinus                                                |
|  |                                                            |
|  | Hypogaleus                                                 |
|  |                                                            |

|  | Galeorhinus |
|  |             |
|  | Hypogaleus  |
|  |             |

|  | Hemitriakis |
|  |             |
|  | Furgaleus   |
|  |             |

|  | Triakis semifasciata                                       |
|  |                                                            |
|  | \| \| Galeorhinus \| \| \| \| \| \| Hypogaleus \| \| \| \| |
|  |                                                            |
|  | Galeorhinus                                                |
|  |                                                            |
|  | Hypogaleus                                                 |
|  |                                                            |

|  | Galeorhinus |
|  |             |
|  | Hypogaleus  |
|  |             |

|  | Hemitriakis |
|  |             |
|  | Furgaleus   |
|  |             |

|  | Triakis semifasciata                                       |
|  |                                                            |
|  | \| \| Galeorhinus \| \| \| \| \| \| Hypogaleus \| \| \| \| |
|  |                                                            |
|  | Galeorhinus                                                |
|  |                                                            |
|  | Hypogaleus                                                 |
|  |                                                            |

|  | Galeorhinus |
|  |             |
|  | Hypogaleus  |
|  |             |

|  | Hemitriakis |
|  |             |
|  | Furgaleus   |
|  |             |

|  | Triakis semifasciata                                       |
|  |                                                            |
|  | \| \| Galeorhinus \| \| \| \| \| \| Hypogaleus \| \| \| \| |
|  |                                                            |
|  | Galeorhinus                                                |
|  |                                                            |
|  | Hypogaleus                                                 |
|  |                                                            |

|  | Galeorhinus |
|  |             |
|  | Hypogaleus  |
|  |             |

Il genere Triakis comprende due sottogeneri, Triakis e Cazon. Lo squalo leopardo viene posto nel sottogenere Triakis insieme al palombo dalle bande (T. (Triakis) scyllium). Uno studio filogenetico del 2006 condotto da J. Andrés López e dai suoi colleghi, basato sull'analisi di geni codificanti proteine, ha rivelato che in realtà Triakis e Cazon non sono strettamente imparentati e che inoltre lo squalo leopardo potrebbe essere il rappresentante più basale della sua famiglia.

## Descrizione
Lo squalo leopardo ha un corpo piuttosto robusto, con un muso corto e arrotondato. Presenta lembi di pelle triangolari ben sviluppati davanti alle narici. Gli occhi sono grandi, ovali e dotati di membrana nittitante (una terza palpebra protettiva). La linea della bocca è fortemente ricurva. Agli angoli della bocca si trovano solchi labiali che si estendono su entrambe le mascelle: quelli sulla mascella inferiore sono quasi abbastanza lunghi da incontrarsi sulla linea mediana. Le file di denti sono 41-55 nella mascella superiore e 34-45 in quella inferiore; ogni dente presenta una cuspide leggermente obliqua e dai bordi lisci al centro e 1-2 piccole cuspidi su entrambi i lati. I denti sono disposti a formare una superficie piatta simile a un «pavimento» con creste sovrapposte.
La prima pinna dorsale, piuttosto grande, è posizionata circa a metà strada tra le pinne pettorali e quelle pelviche; la seconda è grande quasi quanto la prima e molto più grande della pinna anale. Le pinne pettorali sono grandi e triangolari. Il lobo inferiore della pinna caudale è ben sviluppato negli adulti, ma lungo meno della metà del lobo superiore, e presenta una tacca ventrale ben marcata vicino all'estremità. La colorazione è caratteristica: consiste in una serie di evidenti «selle» e grandi macchie nere che corrono lungo il dorso, su uno sfondo che va dal grigio-argento al grigio-bronzo. Gli esemplari adulti hanno spesso la parte centrale delle selle e delle macchie più chiara rispetto a quelli giovani. La parte inferiore è di colore biancastro uniforme. Lo squalo leopardo ha una lunghezza media di 120–150 cm. Solo in rari casi i maschi possono raggiungere i 150 cm e le femmine i 180 cm; in un caso documentato, una femmina straordinariamente grande raggiunse i 210 cm. L'esemplare più grande misurato pesava 18,4 kg.

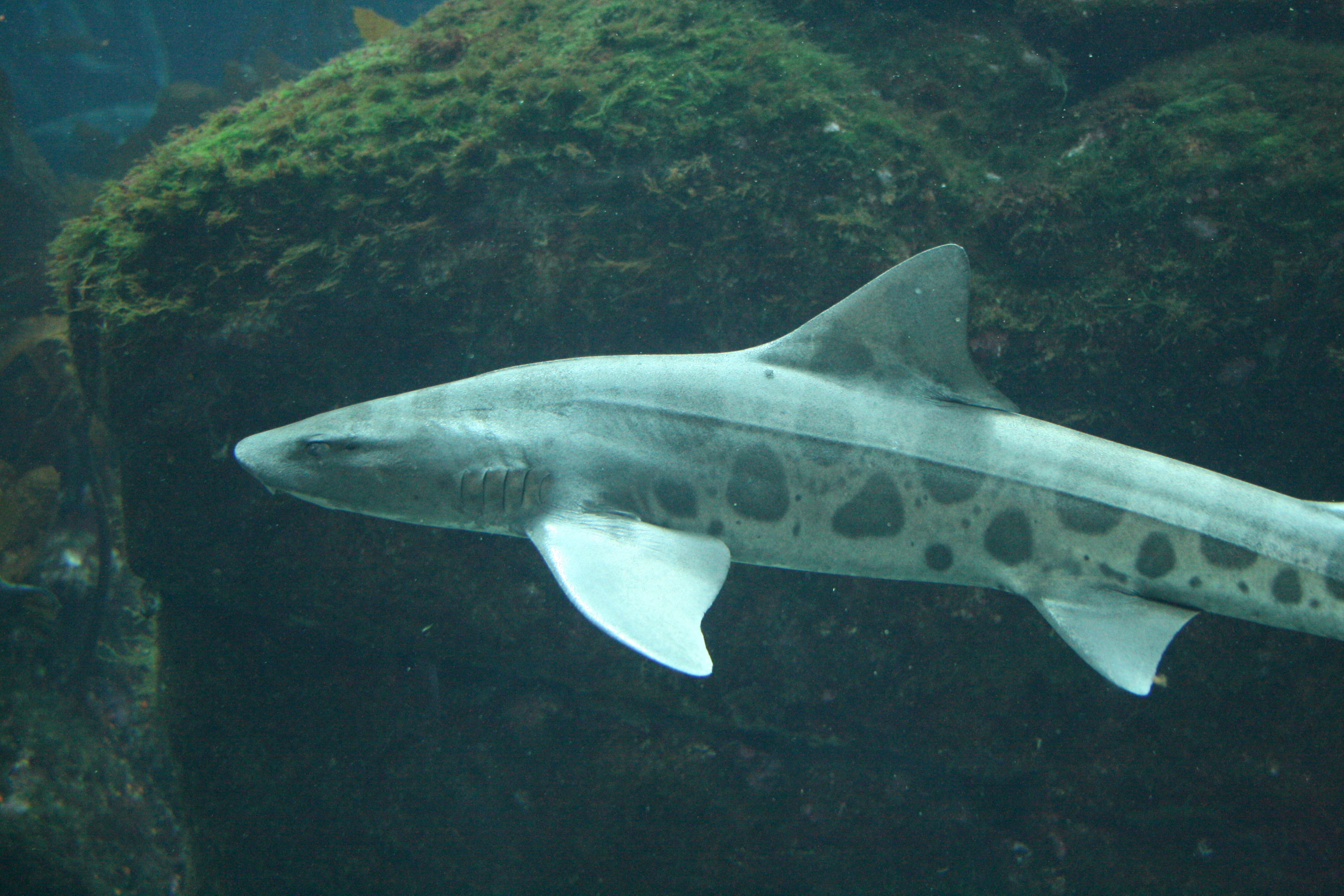
Lo squalo leopardo deve il nome al disegno del dorso
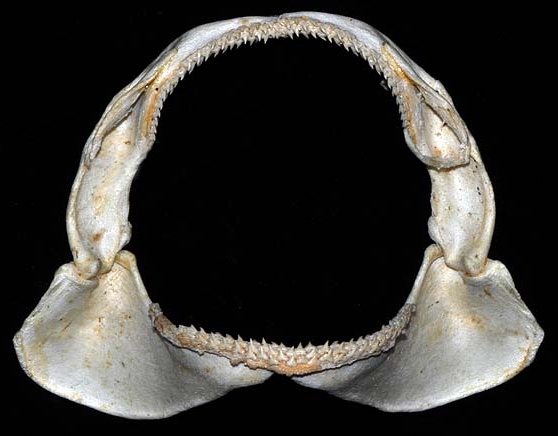
Le mascelle
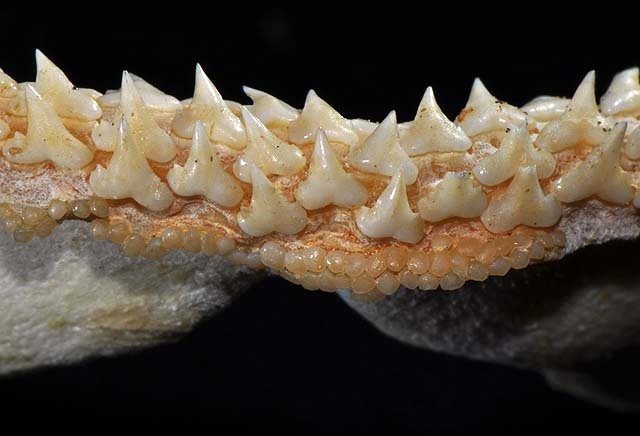
I denti inferiori

## Distribuzione e habitat

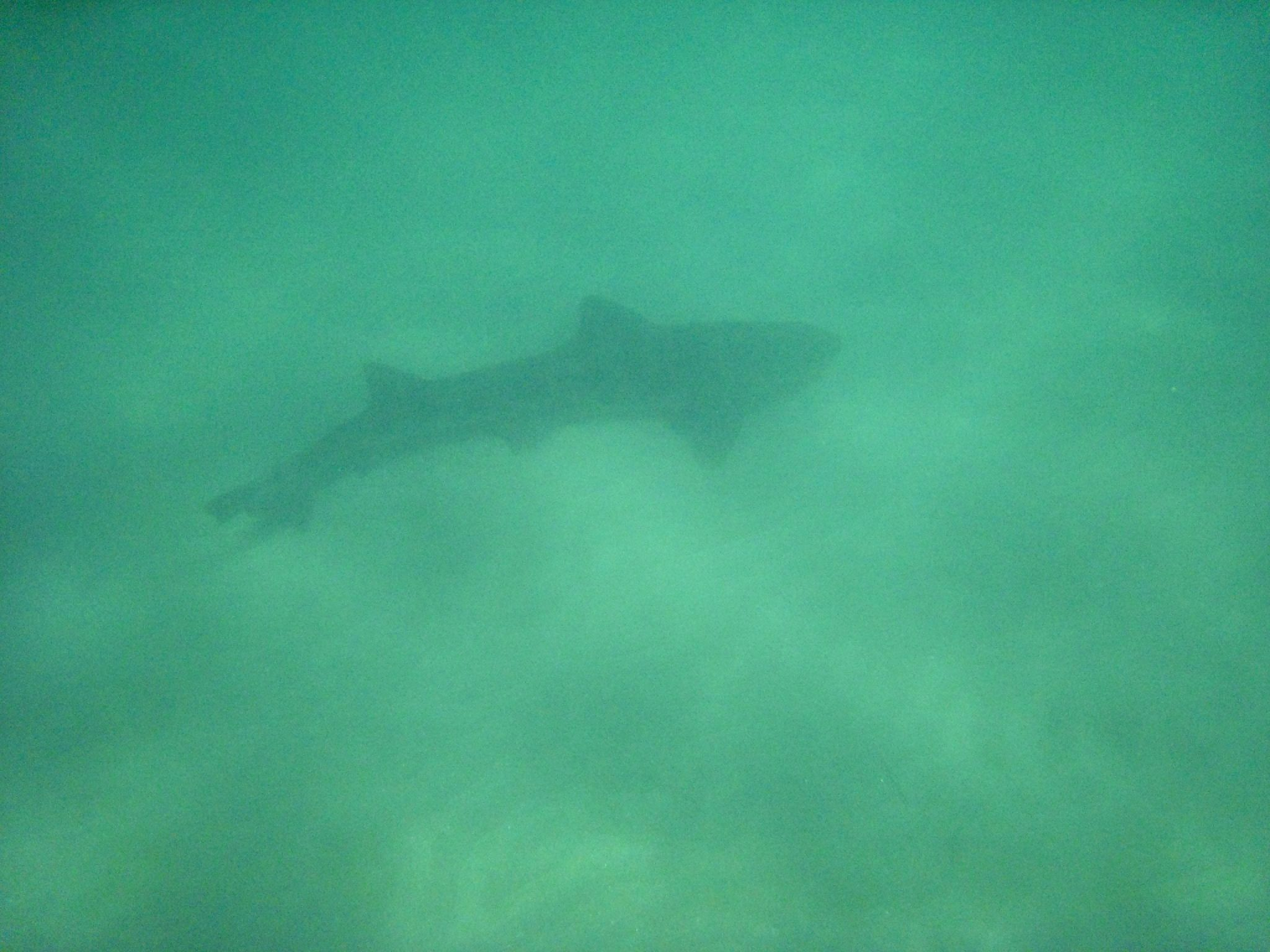
Lo squalo leopardo si aggira spesso sui fondali sabbiosi.

Lo squalo leopardo vive nel Pacifico nord-orientale, dalle acque temperate della baia di Coos, nell'Oregon, a quelle tropicali di Mazatlán, in Messico, golfo di California compreso. Predilige i fondali fangosi o sabbiosi all'interno di baie ed estuari chiusi, ma si può incontrare anche vicino alle foreste di kelp e alle scogliere o lungo le coste aperte. È inoltre risaputo che si raccolgono in gran numero vicino agli scarichi di acqua calda delle centrali elettriche. In genere gli squali leopardo nuotano vicino al fondale e sono più abbondanti tra la zona intertidale e i 4 m di profondità, sebbene siano stati trovati anche a profondità di 91 m. Molti esemplari, soprattutto nel nord dell'areale, lasciano i loro habitat costieri in inverno per farvi ritorno all'inizio della primavera. Uno studio effettuato nella baia di Tomales, nella California settentrionale, ha determinato che si mettono in movimento quando la temperatura dell'acqua scende sotto i 10-12 °C: un individuo etichettato si spostò circa 140 km più a sud.
Sebbene alcuni squali leopardo monitorati si spostino per centinaia di chilometri, la maggior parte degli esemplari tende a rimanere in un'area localizzata per gran parte della propria vita. Questo basso livello di dispersione ha portato allo sviluppo di divergenze genetiche in tutto l'areale. Lungo la costa californiana tra la baia di Humboldt e San Diego sono stati identificati sette pool genici distinti. Di questi, la sottopopolazione della baia di Humboldt è forse la più isolata: gli esemplari che vi appartengono raggiungono la maturità sessuale a dimensioni maggiori e producono meno figliate rispetto a quelli di altre aree. Al contrario, l'area intorno a Los Angeles rappresenta una zona di transizione genetica tra sottopopolazioni che occupano areali dai confini più sfumati. Al largo della Bassa California, gli esemplari che vivono sul versante pacifico sono probabilmente distinti da quelli del golfo di California settentrionale. Sebbene in questa specie vi siano prove equivoche di filopatria natale (il ritorno al proprio luogo di nascita per riprodursi), la vicinanza a terreni di riproduzione stabiliti contribuisce probabilmente alla strutturazione di queste diverse sottopopolazioni.

## Biologia

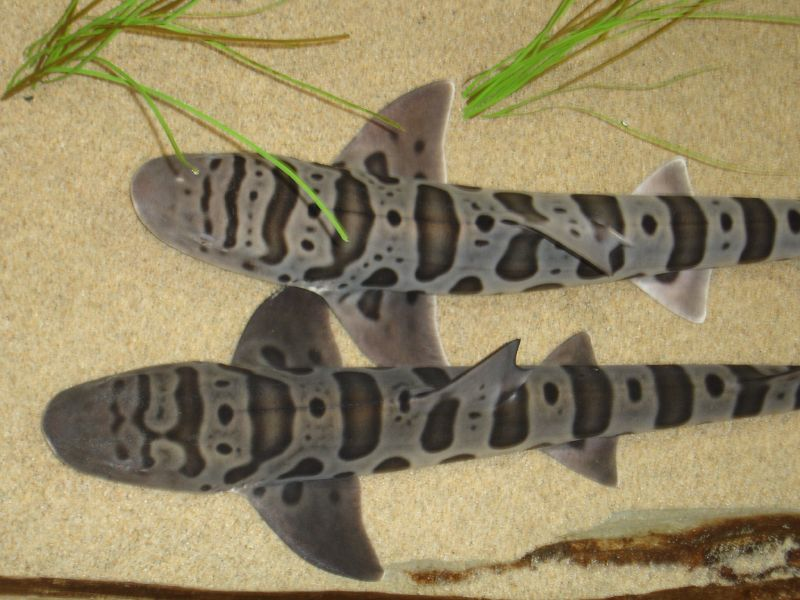
Gli squali leopardo sono gregari e si associano ad altri esemplari dello stesso sesso di dimensioni simili.

Specie attiva che nuota con un forte movimento ondulatorio, lo squalo leopardo viene di frequente avvistato mentre si sposta all'interno della zona in cui si infrangono le onde o appena oltre. È più attivo di notte che di giorno e talvolta rimane fermo sul fondo. Nella baia di Tomales (nonché in altre regioni simili), segue i movimenti della marea fino alle distese di fango in cerca di cibo, ritirandosi quel tanto che basta per evitare di rimanere arenato o intrappolato quando l'acqua si ritira. Sull'isola di Santa Catalina, gli esemplari residenti trascorrono la giornata insieme nelle acque basse, per poi disperdersi di notte in acque più profonde, fino a 10 km di distanza.
Fin dalla nascita, gli squali leopardo si riuniscono in grandi gruppi, generalmente separati per età e sesso: questi possono unirsi a formare gruppi misti con palombi californiani (Mustelus californicus), palombi bruni (M. henlei) e spinaroli (Squalus acanthias). Questi gruppi sembrano essere nomadi e spesso compaiono improvvisamente in un'area per alcune ore prima di svanire altrettanto rapidamente. In cattività sono stati visti esemplari più grandi che manifestano il loro stato di dominanza su individui più piccoli tramite leggeri morsi alle pinne pettorali. Durante le giornate estive, grandi aggregazioni di femmine mature si riuniscono in baie ed estuari poco profondi, disperdendosi di notte. Dal momento che queste femmine seguono le zone d'acqua più calde (che consentono loro di aumentare la temperatura corporea interna anche di 3 °C), gli studiosi ipotizzano che approfittino del calore per accelerare la propria crescita e quella dei loro piccoli in gestazione. L'appartenenza a queste aggregazioni non è costante, e le singole femmine passano periodicamente da un sito all'altro distanti anche diversi chilometri.
Rispetto ai palombi californiani e bruni, suoi stretti parenti con cui condivide l'areale, lo squalo leopardo ha globuli rossi più piccoli e più numerosi, che gli consentono di elaborare l'ossigeno in modo più efficiente. Questo potrebbe essere un adattamento utile quando si spinge in cerca di cibo in ambienti estuarini poveri di ossigeno. I suoi occhi contengono pochissimi coni, probabilmente per il fatto di vivere in acque torbide. I piccoli di squalo leopardo cadono preda di squali più grandi, come lo squalo bianco (Carcharodon carcharias) e il notidano maculato (Notorynchus cepedianus). In un'occasione, un notidano è stato visto tendere un'imboscata a uno squalo leopardo su una piana di marea intertidale nella baia di Humboldt, colpendo con tale slancio da rimanere momentaneamente arenato. Parassiti conosciuti di questa specie sono le tenie Phyllobothrium riseri, Lacistorhynchus dollfusi e Paraorygmatobothrium barber e i copepodi Echthrogaleus eoleoptratus e Achtheinus oblongatus.

### Alimentazione

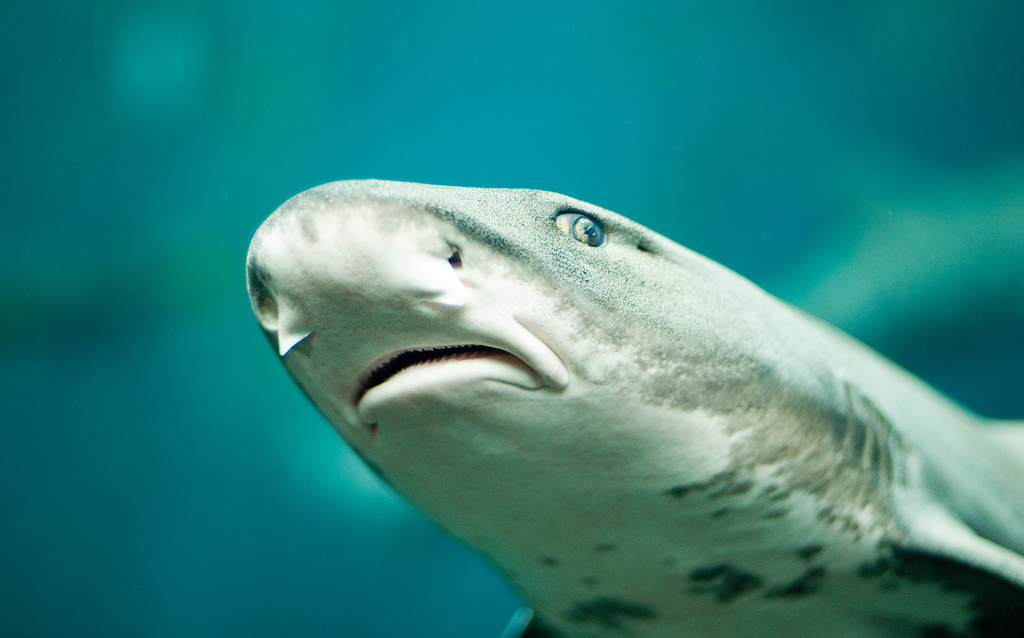
Lo squalo leopardo cattura le prede grazie a una combinazione di suzione e morso.

La dieta dello squalo leopardo consiste in piccoli animali bentonici e litoranei, in particolare granchi (Cancridae, Grapsidae e Hippoidea), gamberetti, pesci ossei (tra cui acciughe, aringhe, laterini Atherinops affinis, scienidi, embiotocidi, ghiozzi, sebastidi, cottidi, pesci piatti e pesci rospo Porichthys sp.) e loro uova, vongole e l'echiuride Urechis caupo. Questo predatore opportunista mangia anche gamberetti fantasma, vermi policheti e giovani esemplari di palombo, pesce chitarra dal muso a spatola (Rhinobatos productus) e razza pipistrello (Myliobatis californica). Zostere e alghe possono essere ingerite accidentalmente.
Lo squalo leopardo cattura la preda espandendo la cavità buccale per creare una forza di aspirazione, azione facilitata dalle cartilagini labiali che scivolano in avanti facendo assumere alla bocca la forma di un tubo. Contemporaneamente, sporge in avanti le mascelle per afferrare la preda con i denti. Come quelli di altri squali, i denti dello squalo leopardo vengono periodicamente persi e sostituiti: sono necessari 9-12 giorni affinché un dente sostitutivo raggiunga la posizione definitiva. Alcuni esemplari catturati avevano lo stomaco pieno di sifoni di vongole, che gli squali afferrano prima che i molluschi possano ritirarsi sotto la sabbia e staccano con un movimento a leva del corpo. Talvolta, in questo modo lo squalo riesce a strappare l'intero corpo del mollusco dal guscio. Altri esemplari esaminati avevano lo stomaco contenente echiuridi interi privi di qualsiasi segno di morso: è probabile che fossero stati risucchiati dalle loro gallerie. Sotto il sostegno di un ponte nella baia di San Francisco, un gruppo di squali leopardo e di spinaroli sono stati visti mangiare da un fitto banco di acciughe nuotando lentamente in senso antiorario attraverso di loro, che invece nuotavano in senso orario, e inghiottendole quando entravano accidentalmente dentro la bocca aperta.
In alcuni luoghi, questa specie si nutre solo di pochi tipi di prede e poco altro (ad esempio di echiuridi e granchi cancridi nella baia di Tomales, di uova di Atherinopsis californiensis e dei granchi Romaleon antennarium e Metacarcinus magister nella baia di Humboldt). Le prede principali variano in base alla località, al periodo dell'anno e all'età. Per esempio, nell'Elkhorn Slough nella baia di Monterey, granchi cancridi ed echiuridi vengono mangiati principalmente in inverno e primavera, uova di pesce tra l'inverno e l'inizio dell'estate, pesci ossei in estate e granchi grapsidi e vongole in autunno. I giovani si nutrono principalmente di granchi e iniziano a rivolgere l'attenzione a sifoni di vongole, uova di pesce ed echiuridi una volta raggiunti i 70–80 cm di lunghezza. Gli esemplari più grandi, al contrario, sono quelli che assumono maggiori quantità di pesce.

### Riproduzione

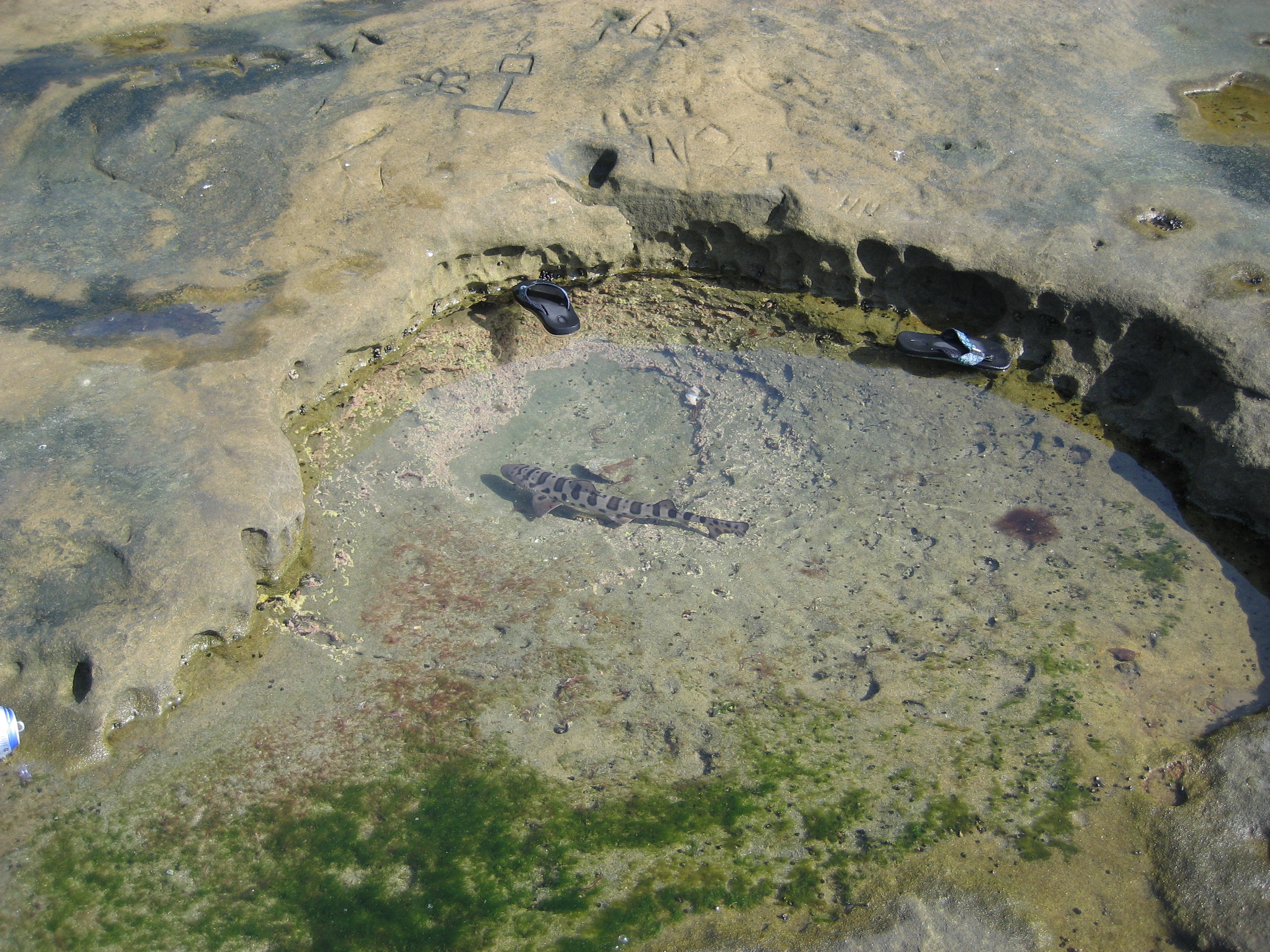
I giovani squali leopardo frequentano acque costiere poco profonde.

Lo squalo leopardo è un viviparo aplacentato, e gli embrioni in via di sviluppo vengono alimentati da un sacco vitellino fino alla nascita. Nelle zone settentrionali le femmine utilizzano baie e paludi salmastre come nursery, mentre a sud partoriscono in acque più aperte. Tra i siti di riproduzione conosciuti lungo la costa della California ricordiamo la baia di Humboldt, la baia di Tomales, la baia di Bodega, la baia di San Francisco, l'Elkhorn Slough, Morro Bay, la baia di Santa Monica (Los Angeles), Catalina Harbor (isola di Santa Catalina) e la baia di San Diego.
Le femmine partoriscono da 1 a 37 piccoli all'anno tra marzo e luglio (la maggior parte in aprile o maggio): il numero dei piccoli aumenta a seconda delle dimensioni della madre. Più maschi possono generare la propria prole accoppiandosi con una singola femmina. Nelle baia di Humboldt e di San Francisco, le femmine lasciano i piccoli in letti di zostere che forniscono sia riparo che cibo. A Catalina Harbor, le femmine partoriscono su fondali sabbiosi a un metro di profondità, con il dorso e le pinne dorsali esposte sopra il pelo dell'acqua: i piccoli soggiornano in acque ancora più basse, profonde perfino meno di 30 cm. L'accoppiamento avviene all'inizio dell'estate, dopo il parto; finora gli studiosi l'hanno osservato una sola volta in natura, nel 2004 al largo di La Jolla: coinvolse nove esemplari radunatisi a 19 m dalla riva in acque profonde tra 30 cm e 3 m.
Gli esemplari appena nati misurano circa 20 cm di lunghezza. Passati i primi 3-4 anni di vita, hanno un tasso di crescita relativamente lento: i maschi crescono in media di 2,0 cm all'anno e raggiungono la maturità sessuale all'età di 7-13 anni, quando misurano 70–120 cm, mentre le femmine crescono in media di 2,3 cm all'anno e raggiungono la maturità sessuale all'età di 10-15 anni, quando misurano 110–130 cm. Individui della stessa età possono variare notevolmente in termini di dimensioni e gli esemplari più grandi hanno una crescita particolarmente lenta: in un caso documentato un esemplare crebbe di appena 4 cm nell'arco di 12 anni. La longevità massima viene stimata in 30 anni.

## Rapporti con l'uomo

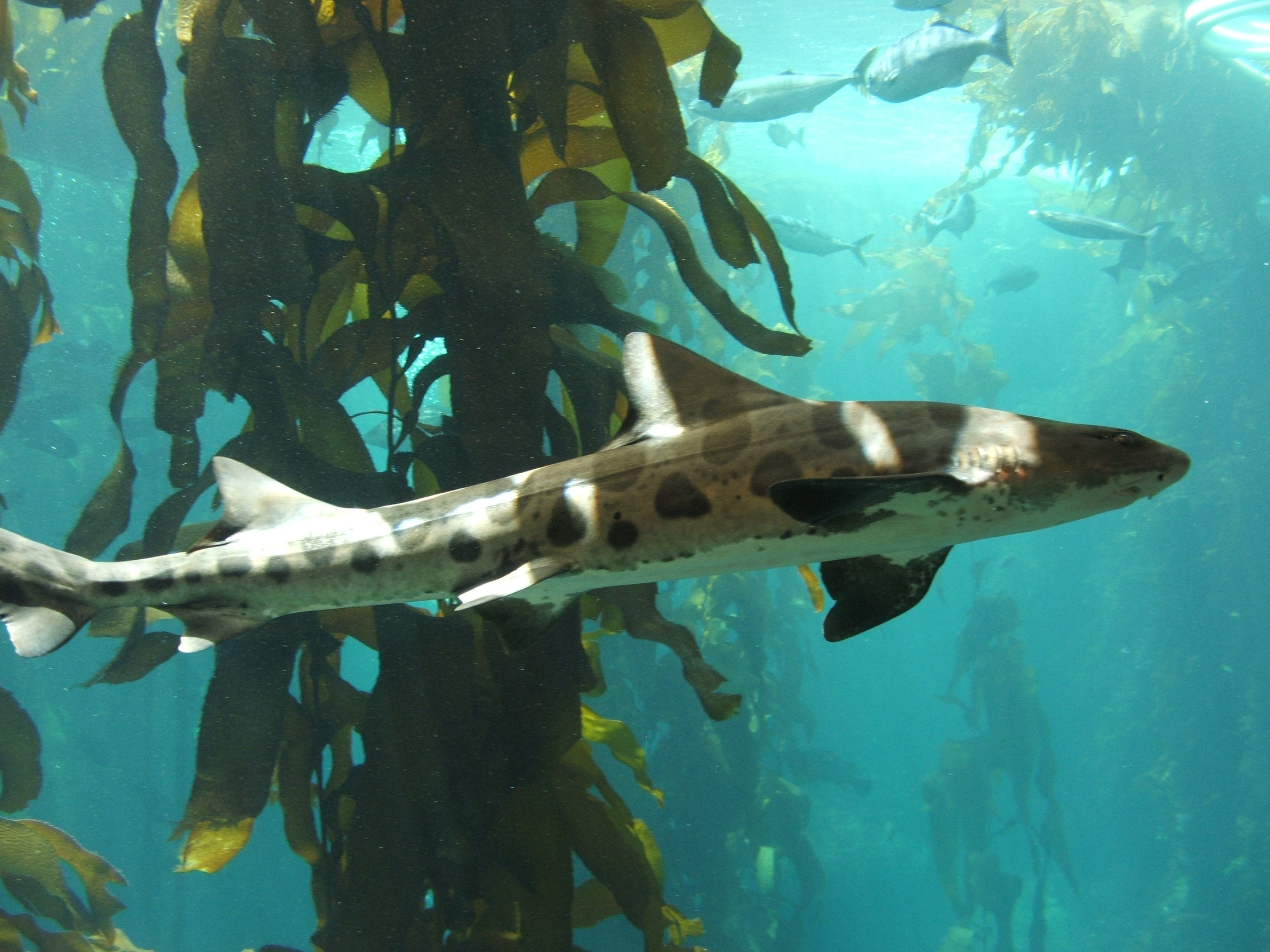
Uno squalo leopardo all'acquario di Monterey; la specie si adatta bene alla cattività.

Diffidenti e pronti a fuggire, gli squali leopardo non rappresentano di solito una minaccia per l'uomo. È noto un unico caso, risalente al 1955, di un esemplare che aggredì un subacqueo che stava perdendo sangue dal naso, ma non riuscì neanche a ferirlo. Questa specie viene catturata dai pescatori commerciali con reti da posta e palamiti, dai pescatori sportivi e dai pescatori subacquei; un certo numero di esemplari viene anche catturato accidentalmente dalle reti a strascico. La carne è considerata ottima da mangiare e viene venduta fresca o congelata. Tuttavia, gli squali leopardo che vivono in ambienti antropici possono accumulare sostanze inquinanti come mercurio, pesticidi e policlorobifenili (PCB) all'interno del corpo e il Dipartimento della pesca e della fauna selvatica della California sconsiglia dal mangiarne regolarmente la carne. Lo squalo leopardo è una specie apprezzata tra gli acquariofili per l'aspetto attraente e la resistenza alla cattività: a causa di questo, un gran numero di piccoli appena nati venne catturato con la lenza al largo della California meridionale alla fine degli anni '80 e all'inizio degli anni '90. Può vivere in cattività per oltre 20 anni.
La maggior parte degli esemplari viene pescata nelle acque al largo della California, per un totale che ha raggiunto un picco di 45953 kg nel 1983 e una media annua di 14060 kg dal 1991 in poi. Si ritiene che queste cifre siano sottostimate, poiché una componente sconosciuta delle catture di squali leopardo viene registrata semplicemente come «squalo». Negli ultimi decenni il numero degli esemplari catturati dai pescatori sportivi ha superato quello degli esemplari presi dai pescatori commerciali: i pescatori sportivi hanno catturato una media di 52000 esemplari all'anno tra il 1980 e il 1988 e di 45000 esemplari all'anno dal 1993. Al contrario, questa specie contribuisce solo in maniera trascurabile al totale del pescato catturato al largo dell'Oregon. Lo stato di conservazione degli squali leopardo al largo del Messico è incerto, ma la pesca degli squali in questo Paese tende a concentrarsi maggiormente sulle specie più grandi.
L'Unione internazionale per la conservazione della natura (IUCN) elenca lo squalo leopardo come «specie a rischio minimo» (Least Concern). È particolarmente suscettibile agli esaurimenti locali a causa del lento tasso di crescita e del basso livello di scambio tra gli stock regionali. La specie figura tra quelle prese in considerazione dal piano di gestione dei pesci demersali del 1982 del Pacific Fishery Management Council (PMC) degli Stati Uniti. Nel 1992, lo Stato della California impose ai pescatori sportivi il divieto di catturare esemplari di dimensioni inferiori a 91 cm e vietò di tenere più di tre individui pescati, una mossa che era stata fortemente sostenuta e promossa dalla comunità dei pescatori sportivi. Nel 1993, lo Stato istituì anche un limite di taglia minima di 46 cm per la pesca commerciale di tutte le specie di squali e razze, compresi gli esemplari destinati agli acquari. Inoltre, le restrizioni in vigore in California sull'uso di alcuni tipi di attrezzi da pesca nelle acque costiere garantiscono una buona protezione alla popolazione principale di questa specie. Queste misure di gestione della pesca sembrano aver ridotto con successo la mortalità dovuta alla pesca e arrestato il declino della popolazione a partire dagli anni '80; lo stato di conservazione nelle acque californiane è considerato sicuro, e i modelli demografici stimano un aumento annuo della popolazione del 3-6% grazie alle misure di pesca sostenibile.